# Obernauer Kolonie

Lage der Obernauer Kolonie in Aschaffenburg

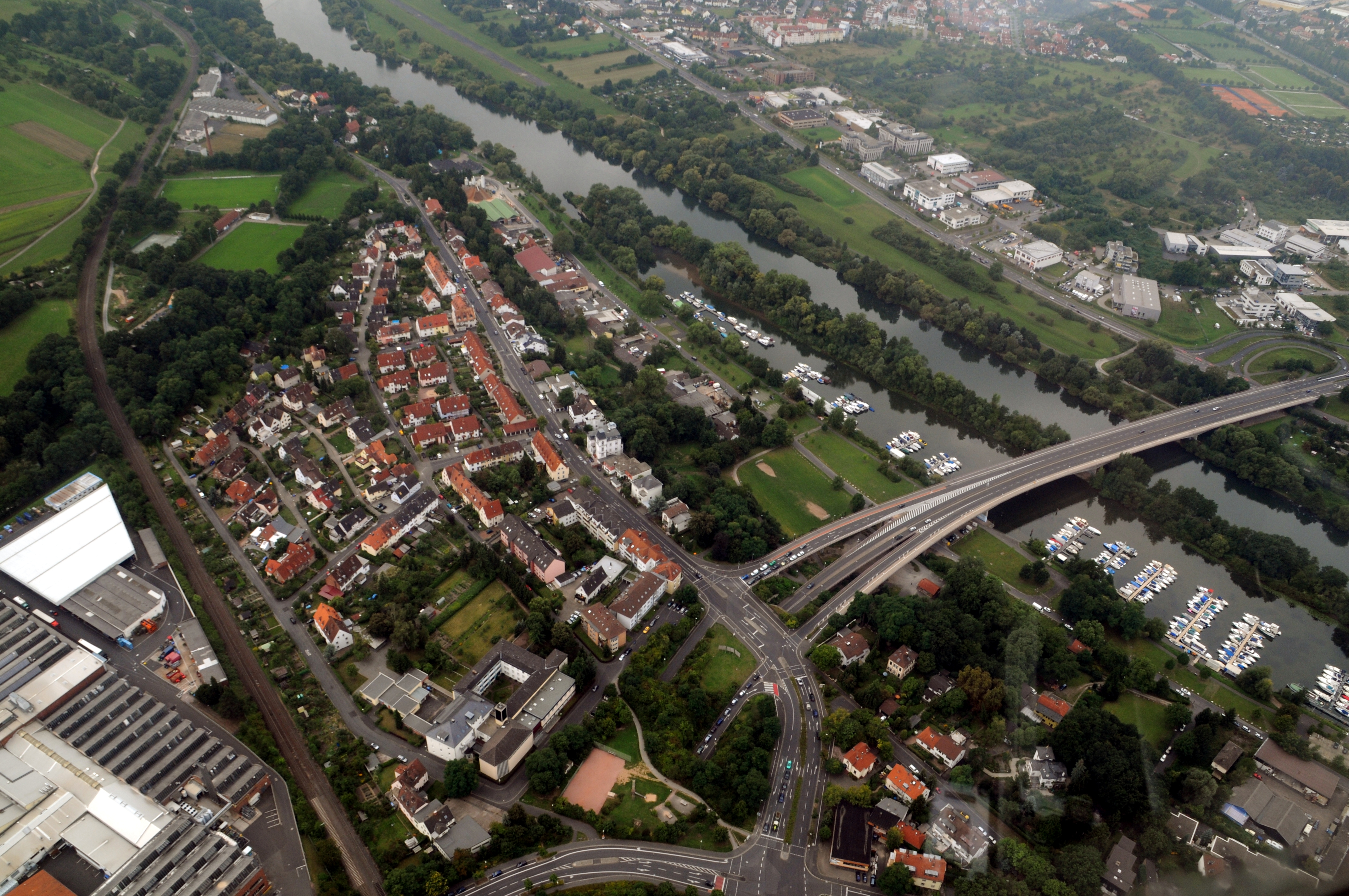
Obernauer Kolonie (Luftbild 2008)

Die Obernauer Kolonie ist ein Stadtteil der kreisfreien Stadt Aschaffenburg im bayerischen Regierungsbezirk Unterfranken. Er hat 933 Einwohner (31. Dezember 2021) und ist damit der kleinste Stadtteil von Aschaffenburg.

## Lage
Der Stadtteil Obernauer Kolonie liegt südlich der Innenstadt am rechten Mainufer und grenzt an den Stadtteil Schweinheim. Südlich der Obernauer Kolonie mündet der Hensbach in den Main. Die Postleitzahl lautet 63743.

## Geschichte

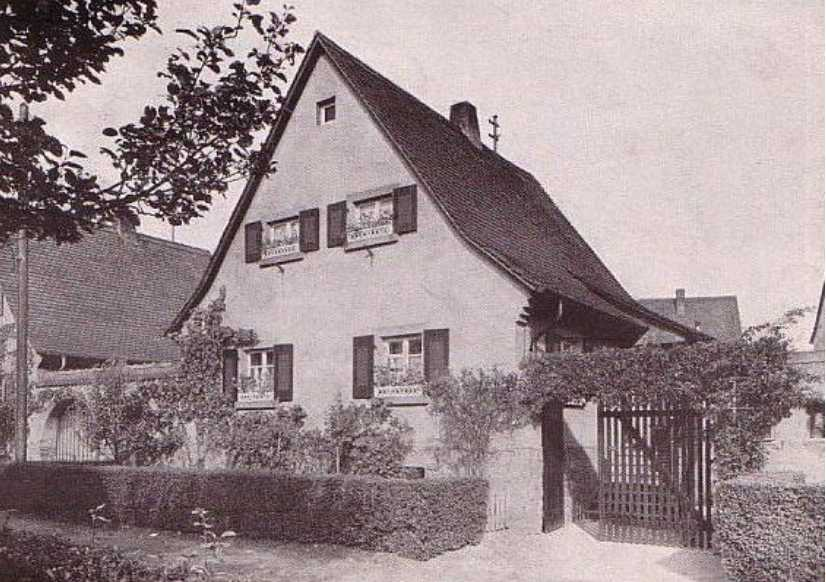
Siedlerhaus Dankwartstraße (Entwurf Otto Leitolf)

Die ältesten Gebäude des Stadtteils sind die Eckertsmühle und einige gründerzeitliche Wohnhäuser an der Obernauer Straße, darunter das
1898 errichtete und 1971 zum Bau der Adenauerbrücke abgebrochene Haushaltungsinstitut St. Maria der Englischen Fräulein. 1899 wurde an der Ecke Clemens-/Bertastraße eine Dampfschreinerei errichtet (Häuser und Müller). Die Schreinerei wurde von der Holz- und Metallwarenfabrik Otto Neresheimer & Co. Nachfahren (Inhaber Anton Kraushaar) übernommen.
Die Fabrik wurde um 1926 zu einem Studienheim für Priesterspätberufene des von Pastor Bernhard Zimmermann in Zusammenarbeit mit dem Aschaffenburger Dekan Ferdinand Hufgard gegründeten Clemens-Hofbauer-Hilfswerks e. V. Aschaffenburg ausgebaut. Im Studienheim St. Clemens wurde eine Kapelle eingerichtet; es wurde aufgestockt und mit einem Glockenturm versehen. Um 1930 lebten dort über 110 Zöglinge. Das Studienheim wurde 1935 geschlossen und als Provinzialhaus der Schwestern der Göttlichen Vorsehung und Heim für alte und kranke Schwestern genutzt, das Aschaffenburger Clemens-Hofbauer-Hilfswerk besteht indes noch heute.
Von 1940 bis 1945 bestand hier ein Hilfskrankenhaus und eine Ausweichstation für die Männerabteilung des Städtischen Krankenhauses. Während der Belagerung von Aschaffenburg brannte das Haus zum größten Teil aus. Nur die Kapelle hatte durch die unermüdlichen Löscharbeiten der Schwestern gerettet werden können. Ab Dezember 1945 wurde hier vom Orden der Englischen Fräulein eine dreistufige Mittelschule betrieben. 1956 wurde im Provinzialhaus ein Kindergarten für die Kinder der Obernauer Kolonie gegründet. 1965 wurden die Hauskapelle und der Glockenturm neu gebaut und am 6. Mai 1965 in der Bertastraße ein neuer Kindergarten für 80 Kinder seiner Bestimmung übergeben.
Dieser Kindergarten und das St. Clemensheim der Schwestern von der Göttlichen Vorsehung Main e.V. befanden sich auf dem Gelände bis zum sukzessiven Abbruch ab etwa 2020. Die Hauskapelle und der Glockenturm sind in Verbindung mit einer Pflegestation verblieben.
Die Obernauer Kolonie im engeren Sinn liegt zwischen der Obernauer Straße (Staatsstraße 2309), der Clemensstraße und der Bahnlinie Aschaffenburg – Miltenberg an der Gemarkungsgrenze zum Stadtteil Schweinheim bzw. zu dem am 17. November 1904 von Schweinheim eingemeindeten Gebiet der Eckertsmühle. Nach dem Ersten Weltkrieg wurde auf der ursprünglich landwirtschaftlich genutzten Fläche nach den Entwürfen des Direktors der Aschaffenburger Meisterschule für Bauhandwerker, Otto Leitolf eine Wohnkolonie als Lehrkolonie errichtet. Von ihr aus entwickelte sich die Obernauer Kolonie.
Die Wohnkolonie (1919–1923) ist in ihrem historischen Kern ein Projekt im Sinne der Gartenstadtbewegung mit Einzel-, Doppel- und Reihenhäusern. Sie entstand in der Nähe des nach Johannes von Müller benannten und im 19. Jh. an der Einmündung der Unterhainstraße in die Obernauer Straße als Aussichtspunkt angelegten Grünanlage „Johanneshügel“ in Verbindung mit einer Kleingartenanlage, die erst in den 1980er Jahren mit Wohnhäusern bebaut wurde und mit einer Gartenanlage der Eisenbahnerlandwirtschaft, die noch vorhanden ist. Die ersten zehn ein- bis zweigeschossigen Gebäude südlich der Dankwartstraße entstanden als eine sogenannte Lehrkolonie der städtischen Meisterschule für Bauhandwerker. Diese Versuchsgebäude wurden in der Zeit des Kohlemangels und infolgedessen des Mangels an gebrannten Baustoffen vor und während der Ruhrbesetzung vor allem aus den noch verfügbaren Baumaterialien Lehm, Holz, Schlacke, Stroh, Eichenlaub, Sandstein unter Erprobung neuartiger Konstruktionen und Bautechniken (Lehm-Schlacke-Stampfbeton etc.) überwiegend in Selbsthilfe gebaut. Die Wohnungsnot zwang zu dieser Zeit zu solchen Versuchen und zu äußerster Sparsamkeit. Der Baustil der Obernauer Kolonie greift einerseits auf die traditionelle Formensprache der sogenannten Heimatschutzarchitektur zurück, andererseits weist er den Zick-Zack-Stil der 1920er Jahre auf, wie etwa die ehemalige Schankwirtschaft Mainblick, Obernauer Straße 77, oder die sog. Gagfah-Siedlung Ecke Obernauer Straße/Klarastraße. Nordwestlich entlang der Dankwartstraße sind die 1925/26 von der Siedlungs- und Landbank errichteten Wohnhäuser mit ihren Toranlagen offenbar der Bauweise in der Hauptstraße des Stadtteils Obernau nachempfunden.

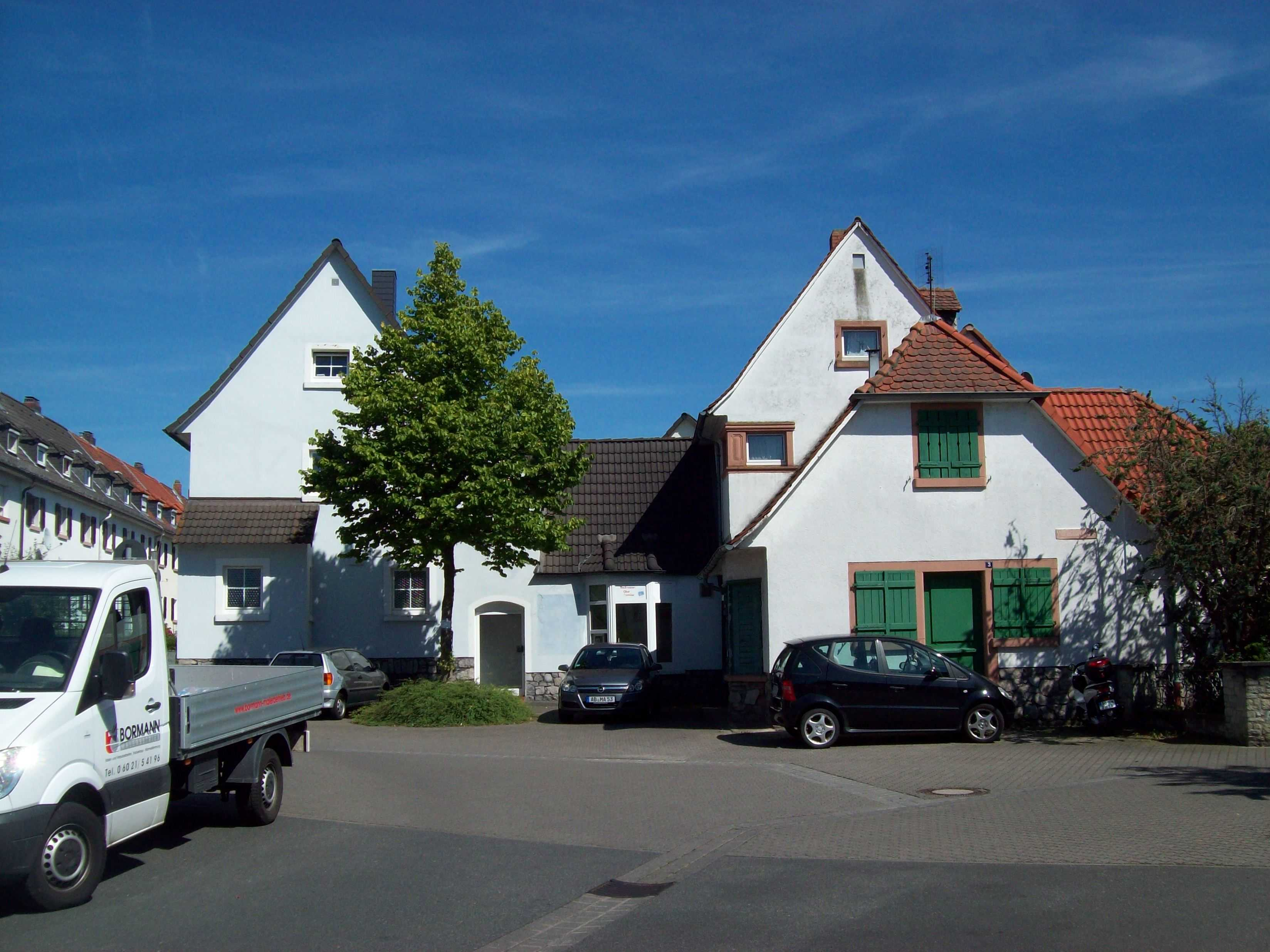

Initiator war die in Aschaffenburg bestehende Kleinwohnungsbaugenossenschaft für die Erweiterung des städtischen Kleinwohnungsbaus in der sich besonders die Ehefrauen von bekannten und verdienten Persönlichkeiten der Stadt Aschaffenburg engagierten. Der Magistrat der Stadt Aschaffenburg beauftragte den 1919 zum Leiter der städtischen Meisterschule berufenen Architekten Otto Valentin Leitolf (* 1881; † 1967) mit Planung und Ausführung. Haustypen sind die fränkischen Giebel, mit der traditionellen Hofmauer, und Vorgärten mit zurückhaltend bemessenen Erschließungsstraßen kombiniert.
Der Johanneshügel, in den während der 1930er Jahre ein Bunker der Wetterau-Main-Tauber-Stellung eingebaut worden war, wurde bei der Verlegung und Verbreiterung der Obernauer Straße in den 1950er Jahren beseitigt.
Im Bereich der Obernauer Kolonie liegt die südliche Hälfte des 1891 fertiggestellten ehemaligen Floß- und Handelshafens mit dem Einfahrtstor und einem gepflasterten Tiefkai, der dem Holzumschlag mit der Bahn diente. Die Gleisanlagen des Floßhafens wurden nach dem Erwerb durch die Stadt Aschaffenburg (1964) beseitigt. An ihrer Stelle befindet sich eine Grünanlage. Das südliche Hafengebiet wird als Jacht- und Freizeithafen sowie von einigen Gewerbebetrieben genutzt.
Am 19. Dezember 1974 wurde am Rand des Stadtteils die Konrad-Adenauer-Brücke eröffnet.

## Straßennamen

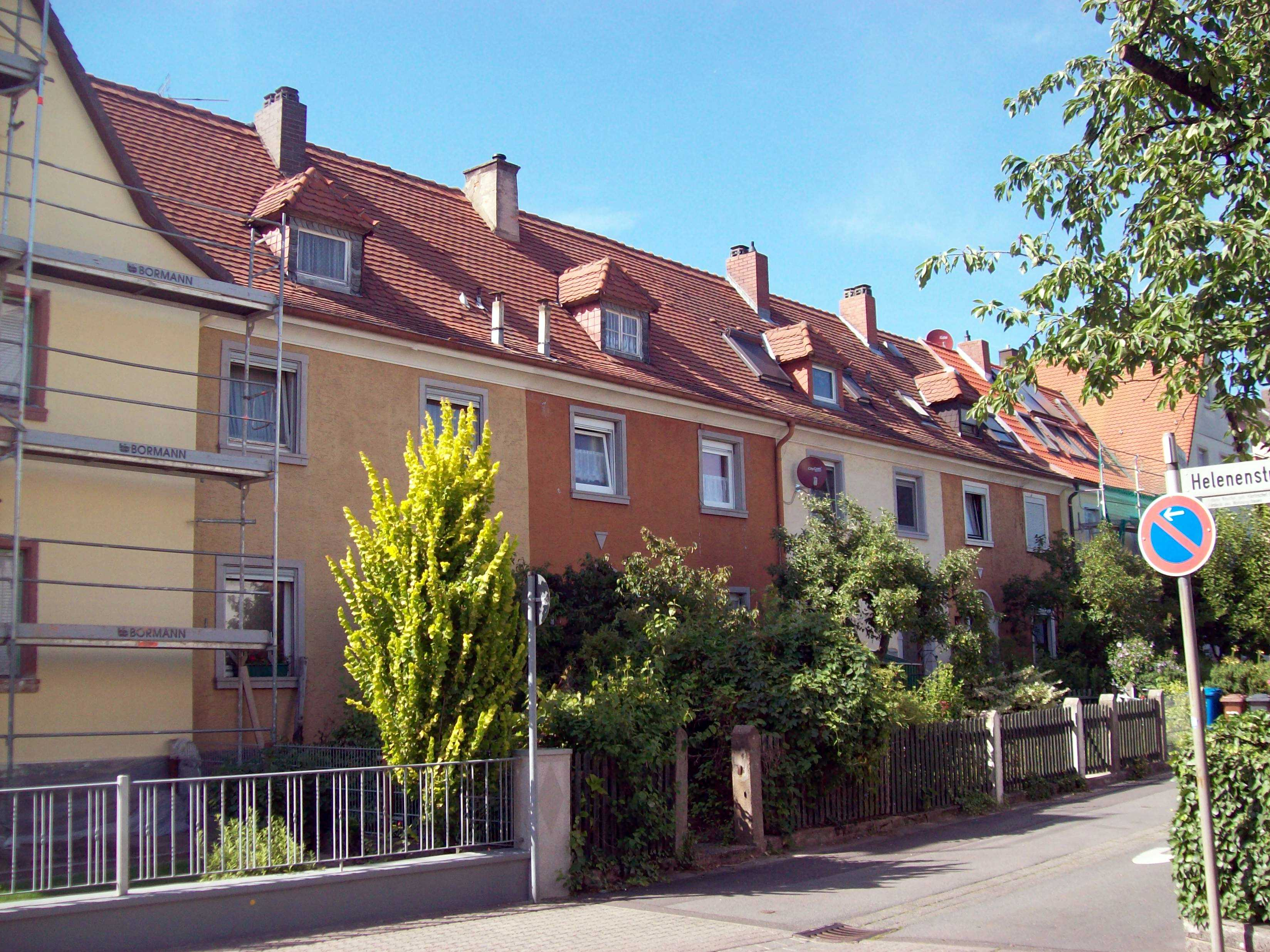
Emilienstraße 32, Wohnhaus Hugo Karpf

Die Straßen des Stadtteils Obernauer Kolonie sind überwiegend nach den Vornamen der Ehefrauen von Aschaffenburger Persönlichkeiten benannt.
- Adelenstraße, 1922 benannt nach Adele Benecken (* 1873; † 1927) aus Köln. Sie war die Ehefrau des Ingenieurs und Motorenbauers Hugo Güldner (* 1866; † 1926).
- Am Floßhafen, 1921 benannt nach dem Floßhafen.
- Am Häsbach, 1934 benannt nach der um die Eckertsmühle liegenden Flurabteilung „Am Häsbach“.
- Bertastraße, 1922 benannt nach Hubertina Henriethe Bertha Thywißen (* 1878; † 1963) aus Aachen. Sie war die zweite Ehefrau des Fabrikdirektors Dr. phil. Johann Franz Dessauer (Buntpapierfabrik).
- Charlottenweg, 1922 benannt nach Elisabeth Charlotte Herlein (* 1876; † 1954) geb. Ernst. Sie war die Ehefrau des Direktors der Buntpapierfabrik Alexander Herlein (* 1875; † 1954).
- Clemensstraße, 1930 benannt nach dem St. Clemensheim
- Dankwartstraße, 1922 benannt nach einem Gefolgsmann am Hofe der Burgunderkönige (Nibelungenlied).
- Emilienstraße, 1926 benannt nach Emilie Katharina Melchers, Witwe des Weingroßhändlers H. Wilhelm Melchers und erste Stadträtin Aschaffenburgs, wegen ihrer sozialen Tätigkeit. (Hier wohnte der Gewerkschafter, Reichstagsabgeordnete, spätere Bundestagsabgeordnete und Ehrenbürger der Stadt Aschaffenburg Hugo Karpf.)
- Emmyweg, 1922 benannt nach Emilia (Emmy) Levi (* 1888; † 1932). Sie war die Ehefrau des Kleiderfabrikanten Heinrich Karl Desch (* 1876; † 1953).
- Helenenstraße, 1922 benannt nach Helene Naucke. Sie war die Ehefrau des Vorstandsmitgliedes der Oberbayerischen Zellstoff- und Papierfabriken AG, Direktor Paul Naucke.
- Katharinenstraße, 1926 nach Gräfin Elisabeth Catharina von Deym, Freifrau von Střítež, geborene Dessauer (1834–1901) wegen Verdienste durch soziales Wirken in Aschaffenburg.
- Klarastraße, 1922 benannt nach Klara Elisabeth Fuhrmann (* 1859; † 1938) aus Görlitz. Sie war die Ehefrau des späteren Direktors der Aschaffenburger Zellstoff- und Papierfabrik, Kommerzienrat Richard Karl Ilgner (* 1863; † 1926).
- Legatplatz, 1922 benannt nach dem Oberregierungsrat und späteren Finanzgerichtspräsidenten Ludwig Legat, wegen seiner Verdienste um den Kleinwohnungsbau.
- Obernauer Straße, benannt nach dem Dorf Obernau
- Wilhelminenstraße, 1922 benannt nach Wilhelmine Prym (* 1868) aus Zürich. Sie war die Ehefrau des langjährigen Direktors der Buntpapierfabrik AG Wilhelm Schmitt (Schmitt-Prym) (* 1867; † 1943). (In dieser Straße wohnte lange Jahre der Geschäftsführer der „Spessartdruck GmbH“ (Herausgeberin der sozialdemokratischen Volkszeitung) Jean Stock, der mehrfach von der NSDAP verhaftet wurde.[2])